# Біліченій-Ной
Біліченій-Ной (рум. Bilicenii Noi) — село у Синжерейському районі Молдови. Адміністративний центр однойменної комуни, до складу якої також входять села Ліпованка та Миндрештій-Ной.

## Населення
За даними перепису населення 2004 року у селі проживали 773 особи.
Національний склад населення села:
| Національність       | Кількість осіб | Відсоток   |
| -------------------- | -------------- | ---------- |
| молдавани румуни     | 641 2          | 82,9% 0,3% |
| українці             | 118            | 15,3%      |
| росіяни              | 9              | 1,2%       |
| гагаузи              | 1              | 0,1%       |
| болгари              | 1              | 0,1%       |
| інша / без відповіді | 1              | 0,1%       |
| Всього               | 773            | 100%       |